# Parteiprogramm
Ein Parteiprogramm (auch Grundsatzprogramm) ist eine politische Schrift und enthält die grundsätzlichen Forderungen, Ziele und Werte einer politischen Partei.

## Form und Funktionen
Ein Parteiprogramm wird in der Regel von einer parteiinternen Grundsatzkommission erarbeitet und von einem Parteitag auf Antrag des Parteivorstandes beschlossen. Es konstituiert die Identität einer Partei, wodurch es nach innen unterschiedliche Strebungen integriert und nach außen eine Abgrenzung zu anderen politischen Gruppierungen bewirkt. Ein Parteiprogramm weist grundsätzlichen Charakter auf und ist folglich relativ abstrakt formuliert. In der Regel ist eine solche Schrift derart konzipiert, dass sie für längere Zeit Gültigkeit hat. Antworten auf aktuelle politische Fragen werden daher in einem Parteiprogramm kaum gegeben.
Ein Parteiprogramm unterscheidet sich damit von einem Wahlprogramm, das mittelfristig für die Dauer einer Legislaturperiode angelegt ist und Ziele beinhaltet, die innerhalb dieses Zeitraums durchgesetzt werden sollen. Das Parteiprogramm unterscheidet sich zudem von den Parteistatuten (oder Parteisatzungen), in denen die formale Organisation der Gruppierung dargelegt ist.
Eine Variante der Parteiprogramme sind so genannte Aktionsprogramme, die konkrete Forderungen in unterschiedlichen Politikbereichen zum Inhalt haben und wie Wahlprogramme mittelfristig konzipiert sind. Solche Schriften sind in letzter Zeit eher weniger anzutreffen und werden von den sogenannten Positionspapieren abgelöst, welche die konkreten Ansichten und Handlungsvorhaben in einem bestimmten politischen Sektor ausformulieren. In ihrer maximalen Form gelten sie als vollständiges Wirtschaftsprogramm, Frauenprogramm, Kulturprogramm, Landwirtschaftsprogramm etc. Sie können aber auch eingeschränkteren Umfang haben und z. B. zur Kommunalpolitik, EU-Politik oder zur Ausländerintegration Stellung nehmen.
Bis in die zweite Hälfte des 20. Jahrhunderts waren Parteiprogramme auch für die Anhänger einer Partei von wesentlicher ideologischer Bedeutung und hatten äußerst starken Aufforderungscharakter. Heute aber wird vom Wähler eine Partei in stärkerem Maße über ihre Repräsentanten und ihre aktuelle Politik identifiziert und wählbar. Die Repräsentanten einer Partei sind jedoch angehalten, sich am Parteiprogramm zu orientieren und dessen Inhalte über ihre Handlungen und Aussagen zu transportieren. Problematisch ist die Einhaltung der ideologischen Vorgaben oftmals dann, wenn hinsichtlich der tagespolitischen Realität Entscheidungen gefällt werden sollen, die mit den allgemeinen Richtlinien nur schwer vereinbar sind. Starke und beständige Abweichungen von den Inhalten des Parteiprogramms können gegebenenfalls als Indiz für parteischädigendes Verhalten gelten und zu einem Parteiausschluss führen. Wenn sich über längere Zeit hinweg die realpolitischen Gegebenheiten und die Anforderungen an die politische Praxis ändern, wird auch eine entsprechende Änderung bzw. „Kurskorrektur“ in der Grundsatzprogrammatik ersichtlich.
Traditionellerweise ist im Namen des Programms ersichtlich, wo es beschlossen wurde, und sie werden damit unverwechselbar. In zunehmendem Maß werden besonders in Österreich den Parteiprogrammen (wie auch den Aktions- und Wahlprogrammen sowie den Positionspapieren) aber Namen gegeben, die auf den Inhalt oder auf das Ziel der Schrift hinweisen. Dabei soll die Bezeichnung einen möglichst hohen weltanschaulichen Wert vermitteln oder ein besonderes Ziel zum Ausdruck bringen. So soll z. B. die Bezeichnung Manifest darauf hindeuten, dass gerade dieses Programm einen ideologischen Meilenstein darstelle. Namen wie Die Zukunft ist grün (Bündnis 90/Die Grünen) oder Österreich politisch erneuern (FPÖ) sollen vermitteln, dass das Ausgedrückte bei Befolgung der entsprechenden Politik auch tatsächlich eintreten werde. Somit haben die Namen der Parteiprogramme auch Werbecharakter.

## Programme großer deutscher Parteien
- Christlich Demokratische Union Deutschlands (CDU)
  - Neheim-Hüstener Programm (1946)
  - Ahlener Programm (1947)
  - Düsseldorfer Leitsätze (1949)
  - Hamburger Programm  (1953)
  - Ludwigshafener Programm (1978)
  - Freiheit in Verantwortung (1994)
  - Freiheit und Sicherheit. Grundsätze für Deutschland (2007)
  - In Freiheit leben. Deutschland sicher in die Zukunft führen (2024)

- Sozialdemokratische Partei Deutschlands (SPD)
  - Eisenacher Programm (1869)
  - Gothaer Programm (1875)
  - Erfurter Programm (1891)
  - Görlitzer Programm (1921)
  - Heidelberger Programm (1925)
  - Godesberger Programm (1959)
  - Berliner Programm (1989)
  - Hamburger Programm (2007)

- Alternative für Deutschland (AfD)
  - Stuttgarter Programm Programm für Deutschland (2016)[1]

- Freie Demokraten (FDP)
  - Heppenheimer Proklamation (1948)[2]
  - Berliner Programm (1957)[3]
  - Freiburger Thesen (1971)[4]
  - Kieler Thesen (1977)[5]
  - Das liberale Manifest (1985)[6]
  - Wiesbadener Grundsätze (1997)[7]
  - Karlsruher Freiheitsthesen (2012)[8][9][10]

- Die Linke
  - Chemnitzer Programm (PDS, 2003)
  - Berliner Programmatische Eckpunkte (2007)
  - Erfurter Programm (Die Linke) (2011)

- Bündnis 90/Die Grünen
  - Das Bundesprogramm (1980)
  - Politische Grundsätze (im Zuge der Vereinigung von Bündnis 90 und die Grünen) (1993)
  - Die Zukunft ist grün (2002)
  - „... zu achten und zu schützen …“ Veränderung schafft Halt (2020)[11]
- Christlich-Soziale Union in Bayern (CSU)
  - In Freiheit dem Gemeinwohl verpflichtet (1993)
  - Chancen für alle! In Freiheit und Verantwortung gemeinsam Zukunft gestalten (2007)
  - Die Ordnung (2016)

## Programme österreichischer Parteien in der Zweiten Republik
(Die Liste enthält die grundsatzprogrammatischen Schriften all jener Parteien, die nach dem Zweiten Weltkrieg im österreichischen Parlament jemals vertreten waren. Mehrfache Jahresangaben bei einem Programm bedeuten, dass ein solches in unterschiedlichen Versionen vorliegt.)
- Sozialdemokratische Partei Österreichs (SPÖ)
  - Programmatische Entschließungen des Hainfelder Parteitages 1888/89 (1892) Hainfelder Programm
  - Programm der Sozialdemokratischen Arbeiterpartei in Österreich (1901)
  - Programm der Sozialdemokratischen Arbeiterpartei in Österreich (1926)
  - Aktionsprogramm der Sozialistischen Partei Österreichs (1947)
  - Das Parteiprogramm (1958)
  - Das Parteiprogramm der SPÖ (1978)
  - Grundsatzprogramm der Sozialdemokratischen Partei (1998)

- Österreichische Volkspartei (ÖVP)
  - Programmatische Leitsätze (1945)
  - Alles für Österreich (1952)
  - Was wir wollen (Innsbrucker Programm) (1958)
  - Klagenfurter Manifest (1965)
  - Salzburger Programm (1972)
  - Grundsatzprogramm (1995)

- Verband der Unabhängigen (VdU) (Vorläuferpartei der FPÖ)
  - Verbandsprogramm (1949)
  - Soziales Manifest (1950)
  - Ausseer Programm (1954)

- Freiheitliche Partei Österreichs (FPÖ)
  - Kurzprogramm (1955/1956)
  - Richtlinien freiheitlicher Politik in Österreich (1957/1958)
  - Salzburger Bekenntnis (1964)
  - Bad Ischler Programm (1968/1970)
  - Freiheitliches Manifest zur Gesellschaftspolitik (1973)
  - Österreich politisch erneuern (Salzburger Programm) (1985)
  - Programm der Freiheitlichen Partei Österreichs (1997/2005)

- Liberales Forum (LIF)
  - Das Programm (1993)
  - Grundsatzprogramm des Liberalen Forums (2009)

- Bündnis Zukunft Österreich (BZÖ)
  - Grundsatzprogramm (2005/2006)
  - Programm des Bündnis Zukunft Österreich (2010)

- Die Grünen
  - Programm der VGÖ (Vereinte Grüne Österreichs) (1984)
  - Programm der ALÖ (Alternative Liste Österreich) (1986)
  - Leitlinien grüner Politik (1990)
  - Das grüne Programm (2001)

- Kommunistische Partei Österreichs (KPÖ)
  - Programmatische Leitsätze (1946)
  - Der Weg zur Erringung und Sicherung der Unabhängigkeit Österreichs (1954)
  - Der Weg Österreichs zum Sozialismus (1958)
  - Politisch-ideologische Leitsätze (1974)
  - Sozialismus in Österreichs Farben (1982)
  - Grundzüge einer Neuorientierung (1994)
  - Forderungsprogramm (2007)